# Cybaeus takasawaensis
Espèce
Synonymes
- Dolichocybaeus takasawaensis Komatsu, 1970

Cybaeus takasawaensis est une espèce d'araignées aranéomorphes de la famille des Cybaeidae.

## Distribution
Cette espèce est endémique de la préfecture de Kumamoto sur Kyūshū au Japon,. Elle se rencontre dans la grotte Takasawa-do à Kuma.

## Description
La femelle holotype mesure 4,73 mm. Les yeux de cette araignée sont réduits.

## Étymologie
Son nom d'espèce, composé de takasawa et du suffixe latin -ensis, « qui vit dans, qui habite », lui a été donné en référence au lieu de sa découverte, la grotte Takasawa-do.

## Publication originale
- Komatsu, 1970 : Two new spiders of the genus Dolichocybaeus from Japan. Acta Arachnologica vol. 23, no 1, p. 13-16 (texte intégral).